# Muhlenbergia durangensis
Muhlenbergia durangensis là một loài thực vật có hoa trong họ Hòa thảo. Loài này được Y.Herrera mô tả khoa học đầu tiên năm 1987.